# Niklas Nüssle
Niklas Nüssle (* 12. Juli 1994 in Stühlingen) ist ein deutscher Politiker (Bündnis 90/Die Grünen). Seit 2021 ist er Abgeordneter im Landtag von Baden-Württemberg.

## Leben
Nüssle absolvierte 2013 sein Abitur am Klettgau-Gymnasium Tiengen. Von 2013 bis 2016 studierte er Chemieingenieurswesen an der ETH Zürich und schloss dieses Studium mit dem Bachelor of Science ab. Daran schloss sich von 2016 bis 2019 ein Studium der Chemical and Bioengineering ebenfalls an der ETH in Zürich an; dieses schloss er mit dem Master of Science ab.
Nüssle ist evangelisch und lebt in Wutöschingen-Ofteringen.

## Politik
Seit November 2016 ist Nüssle Mitglied der Grünen. Seit Mai 2017 ist er Vorsitzender des Kreisverbands Waldshut von Bündnis 90/Die Grünen. Seit Januar 2019 ist er erster Vorsitzender des Ortsverbands Wutachtal von Bündnis 90/Die Grünen. Seit 2019 ist er Mitglied des Gemeinderats von Wutöschingen und dort Vorsitzender der Grünen-Fraktion. Ebenfalls seit 2019 ist er Mitglied des Kreistags des Landkreises Waldshut. 
Bei der Landtagswahl in Baden-Württemberg 2021 am 14. März 2021 wurde er mit 37,1 % der Stimmen im Landtagswahlkreis Waldshut direkt in den Landtag gewählt.